# Décima quinta cúpula do BRICS
A décima quinta cúpula do BRICS ou décima quinta cimeira do BRICS foi a décima quinta edição anual do evento, que ocorreu de 22 a 24 de agosto de 2023. Foi uma conferência de relações internacionais que reúne os chefes de estado ou chefes de governo dos cinco países membros: República Federativa do Brasil, Federação Russa, República da Índia, República Popular da China e República da África do Sul. O Presidente da África do Sul, Cyril Ramaphosa, também convidou os líderes de 70 países para a cúpula, incluindo 53 outros países africanos e Bangladesh.

## Assuntos discutidos

### Provável expansão
Vários países manifestaram interesse em se juntar ao grupo BRICS. A possível expansão poderá ser discutida na cúpula de 2023, se contar com a aprovação de todos os países membros, e ainda será discutido se haverá um processo de aprovação para a entrada de novos membros no grupo. Em agosto, às vésperas da cúpula, o Itamaraty anunciou que 22 países estariam interessados em entrar no grupo.

### Moeda comum
Um dos temas a serem discutidos é a possibilidade de estabelecer uma nova moeda compartilhada para facilitar o comércio entre os membros do grupo, visando reduzir a dependência do dólar como moeda de troca.

## Programação e agenda

### 22 de agosto

#### Fórum Empresarial do BRICS

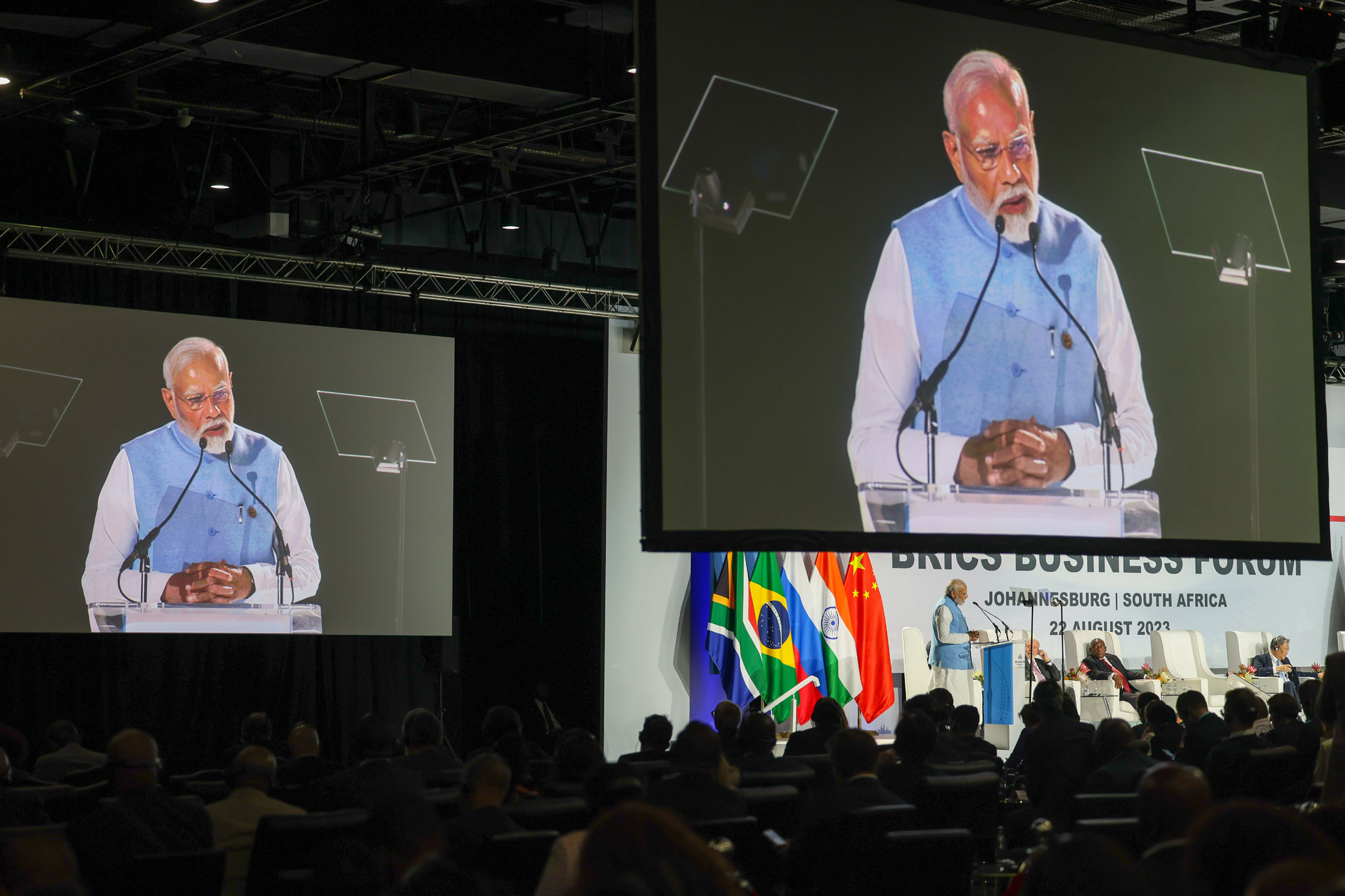
Primeiro-Ministro da Índia, Narendra Modi discursa no Fórum Empresarial dos BRICS.

No primeiro dia da cúpula, os líderes se encontraram no Fórum Empresarial dos BRICS, no Centro de Convenções de Sandton, que contou com várias delegações empresariais de diversos países. O fórum trata dos efeitos econômicos internacionais, bem como dos investimentos entre os países membros e convidados, e da cooperação comercial. Estiveram presentes o Presidente do Brasil, Luiz Inácio Lula da Silva, o anfitrião e Presidente da África do Sul, Cyril Ramaphosa e o Primeiro-Ministro da Índia, Narendra Modi. O Presidente da China, Xi Jinping não compareceu e enviou o ministro do Comércio, Wang Wentao, para discursar em seu lugar. O Presidente da Rússia,Vladimir Putin, que não pôde comparecer à cúpula presencialmente devido à sua condenação por crimes de guerra na Ucrânia, fez um discurso por videoconferência.
Ativistas realizaram protestos contra a Rússia e o Presidentee Vladimir Putin, próximo ao local de realização do fórum. Os ativistas exibiram bandeiras ucranianas e faixas com a frase "Lavrov, volte para casa".
Ao final do dia, todos os líderes presentes na África do Sul participaram do Retiro de Líderes do BRICS e, em seguida, de um almoço de boas-vindas oferecido por Cyril Ramaphosa, com o tema principal sendo a expansão do grupo.

## Participantes
Além dos 5 países membros, outros 40 chefes de governo ou de estado dos continentes africano e asiático, além da América Latina e do Oriente Médio, participarão do evento.

### Participantes principais

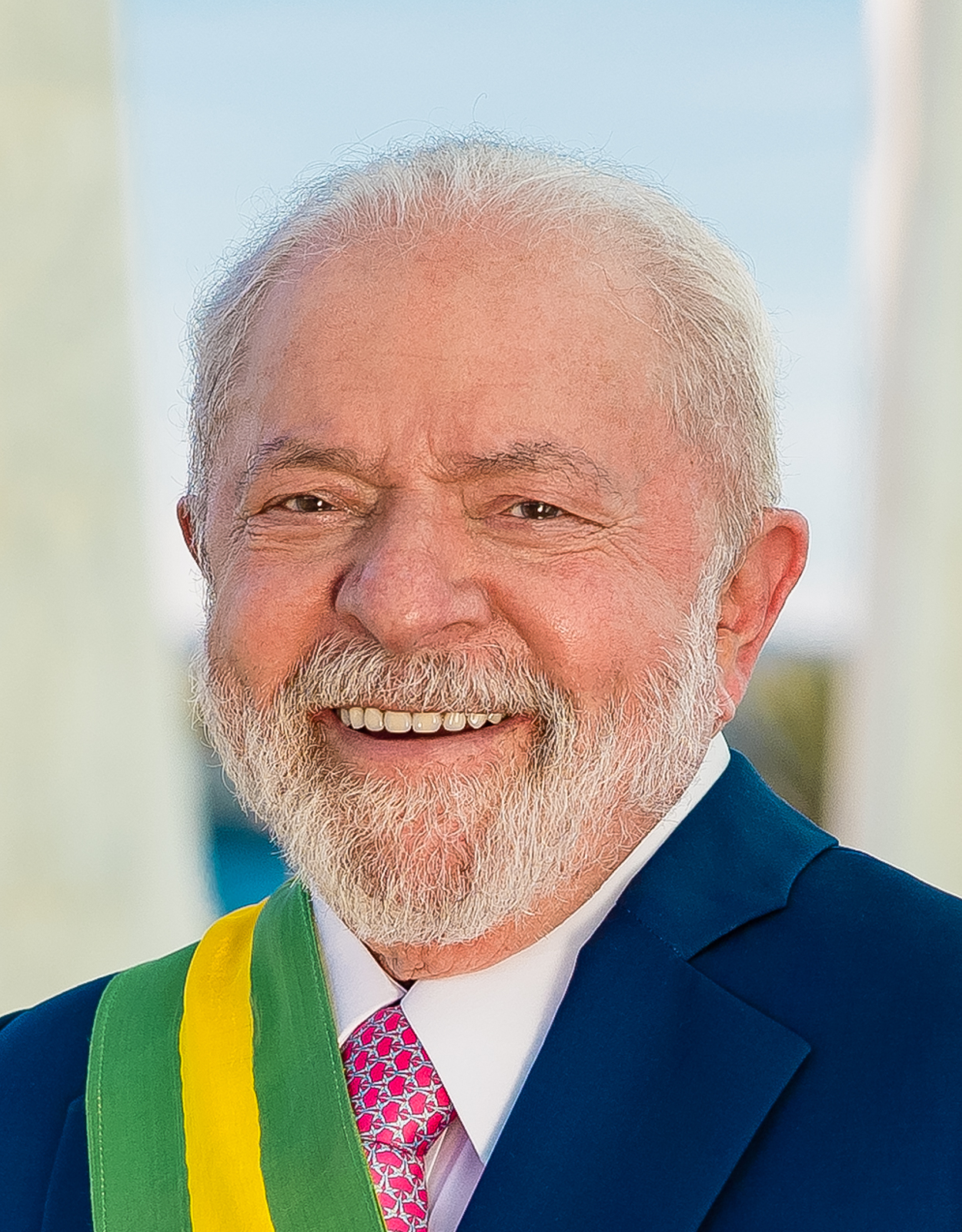
Brasil Luiz Inácio Lula da Silva, Presidente
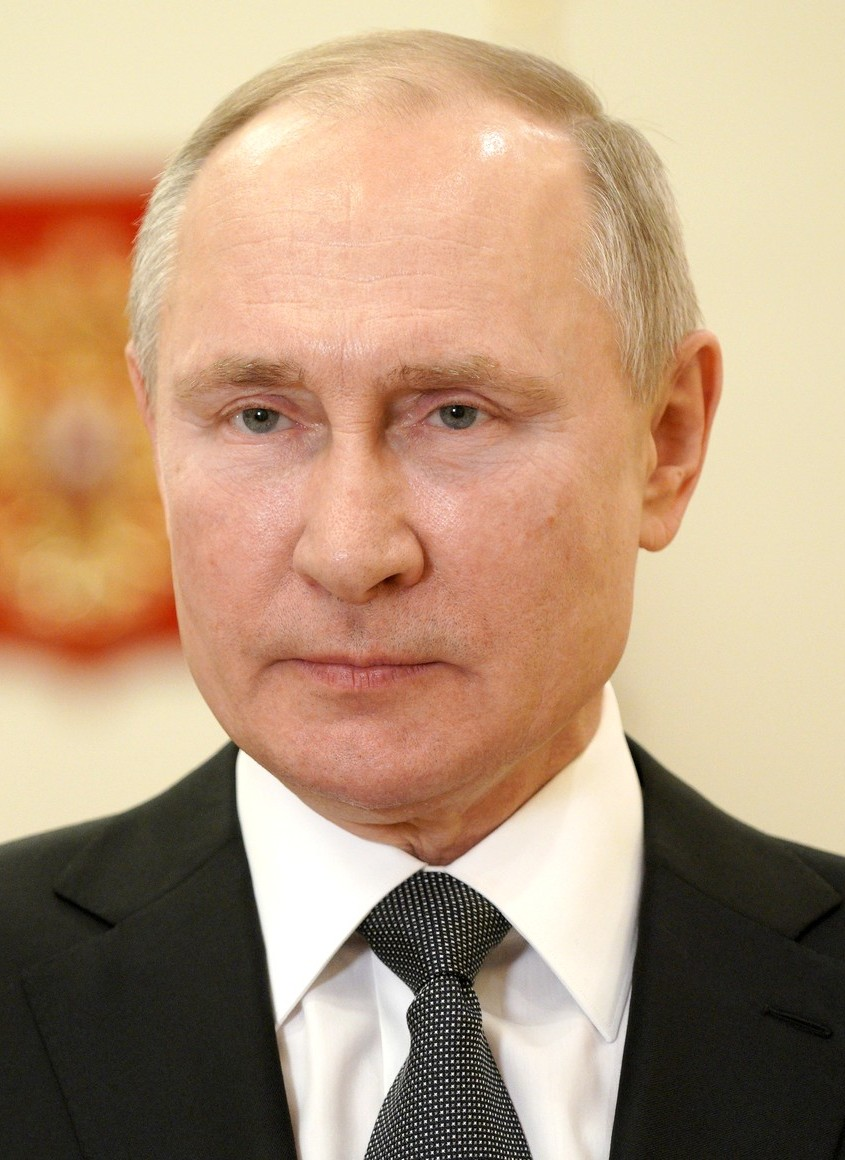
Rússia Vladimir Putin, Presidente (por videoconferência)
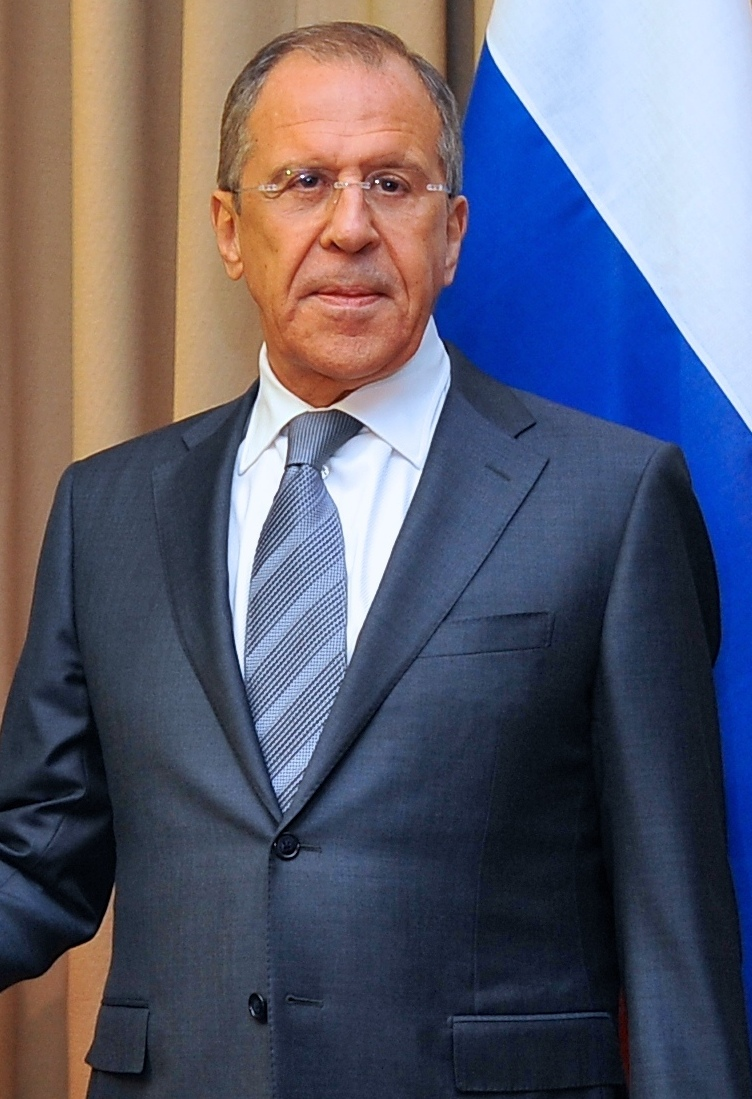
Rússia Sergey Lavrov, Ministro das Relações Exteriores
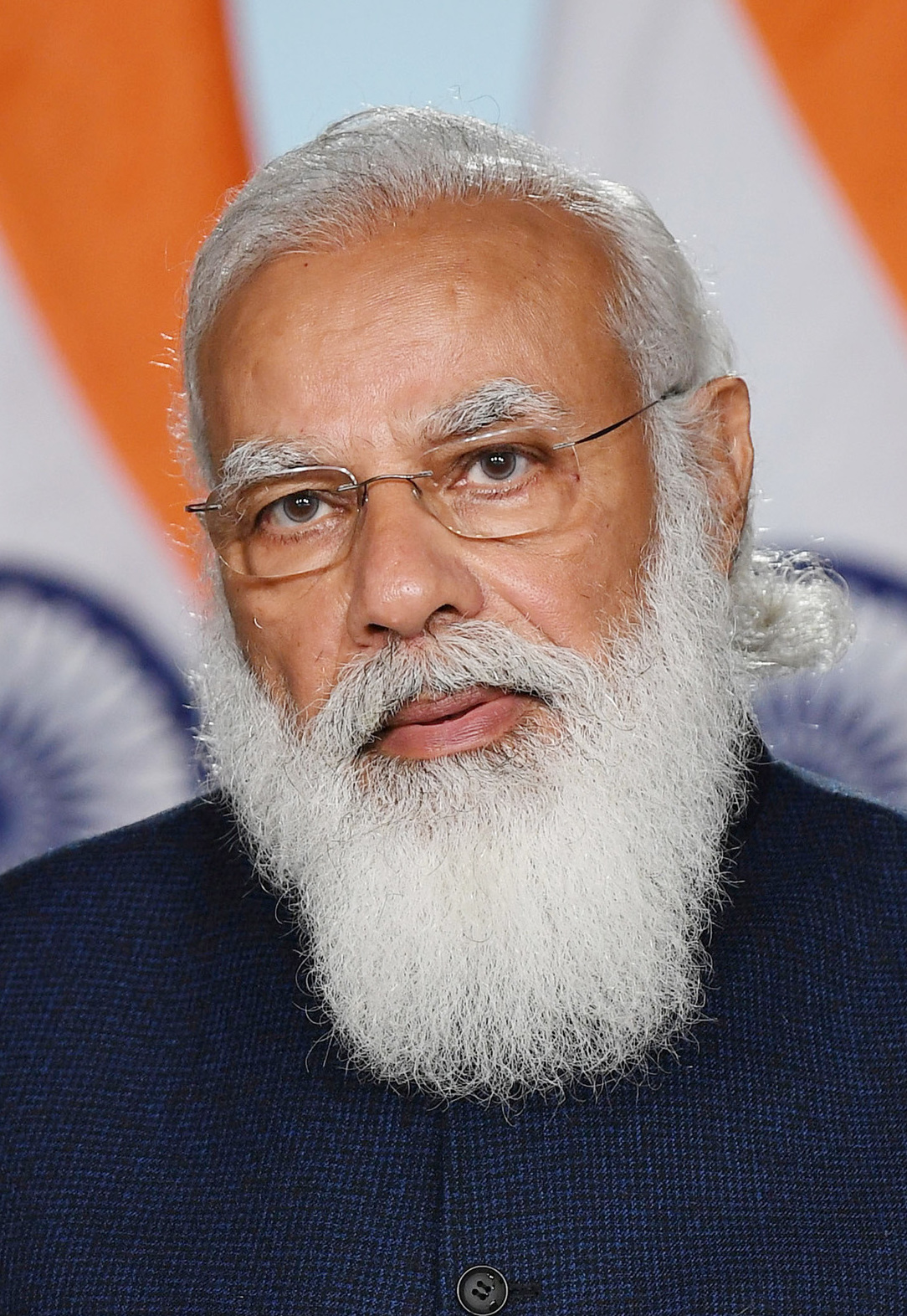
Índia Narendra Modi, Primeiro-ministro
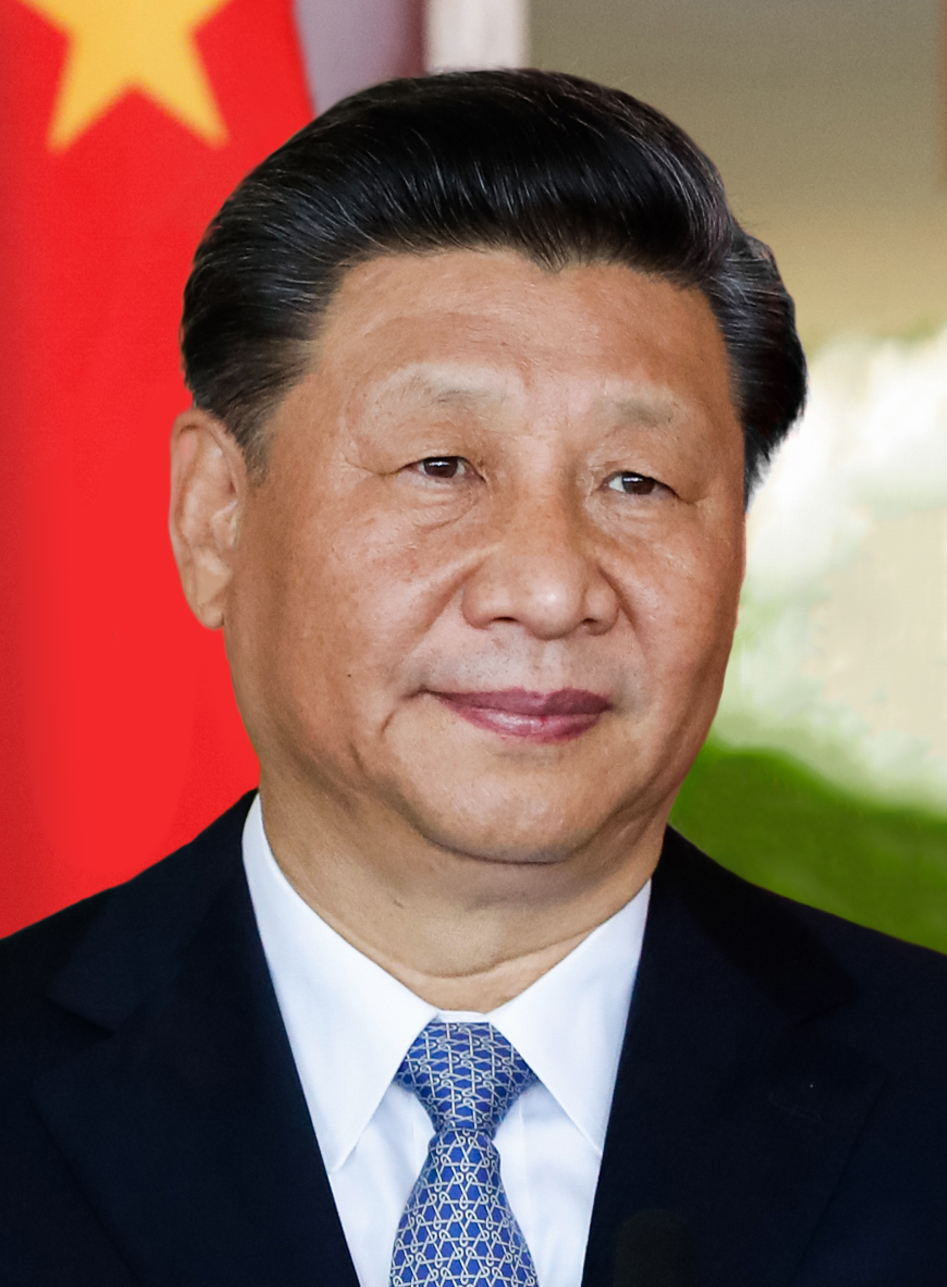
China Xi Jinping, Presidente
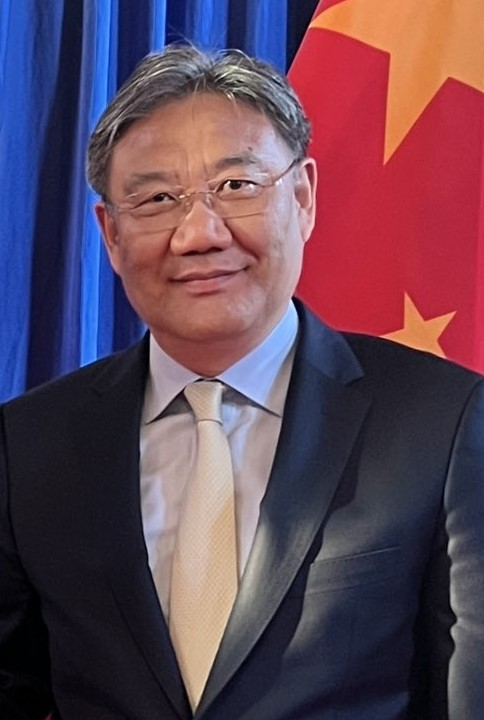
China Wang Wentao, Ministro do Comércio
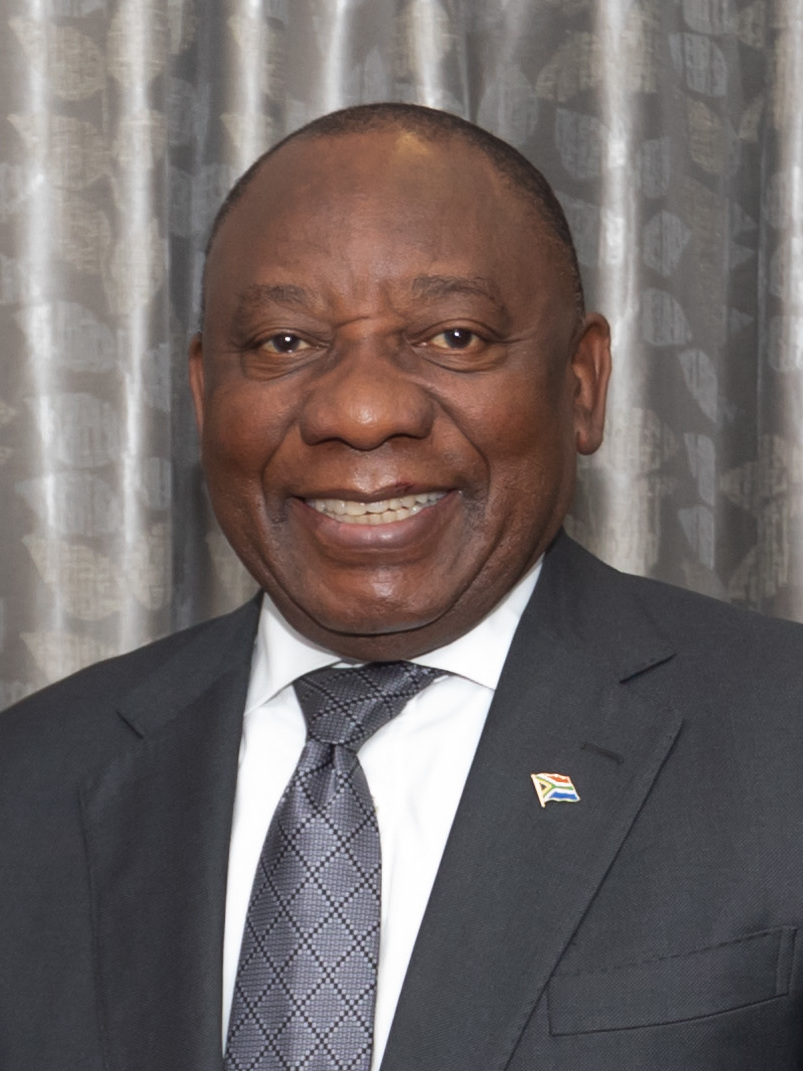
África do Sul Cyril Ramaphosa, Presidente (anfitrião)

### Participantes Convidados
| País                           | Cargo                                      | Dignatário                    |
| ------------------------------ | ------------------------------------------ | ----------------------------- |
| Argélia                        | Ministro das Finanças                      | Laaziz Fayed                  |
| Angola                         | Ministro de Estado e Coordenação Económica | José de Lima Massano          |
| Bangladesh                     | Primeira-Ministra                          | Sheikh Hasina                 |
| Bielorrússia                   | Ministro dos Negócios Estrangeiros         | Sergei Aleinik                |
| Bolívia                        | Presidente                                 | Luis Arce                     |
| Botswana                       | Vice-Presidente                            | Slumber Tsogwane              |
| Camarões                       | Primeiro-Ministro                          | Joseph Ngute                  |
| República Centro-Africana      | Presidente                                 | Faustin-Archange Touadéra     |
| China                          | Ministro de Comércio                       | Wang Wentao                   |
| Congo                          | Presidente                                 | Denis Sassou Nguesso          |
| Cuba                           | Presidente                                 | Miguel Díaz-Canel             |
| Etiópia                        | Primeiro-Ministro                          | Abiy Ahmed                    |
| República Democrática do Congo | Primeiro-Ministro                          | Jean-Michel Sama Lukonde      |
| Egito                          | Primeiro-Ministro                          | Mostafa Madbouly              |
| Guiné Equatorial               | Presidente                                 | Teodoro Obiang Nguema Mbasogo |
| Eritreia                       | Presidente                                 | Isaias Afwerki                |
| Etiópia                        | Primeiro-Ministro                          | Abiy Ahmed                    |
| Gana                           | Presidente                                 | Nana Akufo-Addo               |
| Indonésia                      | Presidente                                 | Joko Widodo                   |
| Irã                            | Presidente                                 | Ebrahim Raisi                 |
| Malawi                         | Presidente                                 | Lazarus Chakwera              |
| Moçambique                     | Presidente                                 | Filipe Nyusi                  |
| Namíbia                        | Presidente                                 | Hage Geingob                  |
| Nigéria                        | Vice-Presidente                            | Kashim Shettima               |
| Palestina                      | Vice-Primeiro-Ministro                     | Ziad Abu Amr                  |
| Saara Ocidental                | Presidente                                 | Brahim Ghali                  |
| São Tomé e Príncipe            | Presidente                                 | Carlos Vila Nova              |
| Arábia Saudita                 | Ministro dos Negócios Estrangeiros         | Faisal bin Farhan Al Saud     |
| Senegal                        | Presidente                                 | Macky Sall                    |
| Sudão do Sul                   | Presidente                                 | Salva Kiir Mayardit           |
| Tanzânia                       | Presidente                                 | Samia Suluhu                  |
| Emirados Árabes Unidos         | Presidente                                 | Maomé bin Zayed Al Nahyan     |
| Zâmbia                         | Presidente                                 | Hakainde Hichilema            |
| Zimbabwe                       | Vice-Presidente                            | Constantino Chiwenga          |

## Controvérsias

### Participação de Vladimir Putin
Em março de 2023, o Tribunal Penal Internacional (TPI) emitiu um mandado de prisão contra o Presidentee russo Vladimir Putin por crimes de guerra durante a invasão russa da Ucrânia. A África do Sul, como signatária do TPI, é obrigada a cumprir o mandado.
Em maio de 2023, o governo da África do Sul, liderado pelo Congresso Nacional Africano (CNA), concedeu imunidade diplomática a todos os líderes convidados. Não estava claro se isso impediria a prisão de Putin, caso ele comparecesse. Segundo o Departamento de Relações Internacionais e Cooperação, conceder tal imunidade a participantes de conferências internacionais realizadas no país era prática comum na África do Sul. Em resposta, o partido de oposição Aliança Democrática iniciou uma ação legal para tentar forçar a prisão.
No início de junho de 2023, considerou-se a possibilidade de transferir a cúpula para a China para evitar o problema. Em meados de julho de 2023, Vladimir Putin anunciou que não compareceria à cúpula "por acordo mútuo" e, em vez disso, enviaria o Ministro das Relações Exteriores, Sergey Lavrov. No entanto, o Itamaray confirmou que Putin participará virtualmente da cúpula.

### Possível participação de Emmanuel Macron
Em junho, o jornal francês L’Opinion divulgou que o Presidentee francês Emmanuel Macron teria manifestado interesse em participar da cúpula dos BRICS de 2023. Ele teria solicitado ao Presidentee Cyril Ramaphosa um convite para o evento.
Em resposta a possível participação, em uma declaração à mídia estatal russa, o ministro das Relações Exteriores da Rússia, Sergey Ryabkov, afirmou que o Presidentee francês seria um convidado inadequado ao evento, devido à hostilidade francesa e às sanções à Rússia em relação à guerra na Ucrânia.
Em julho, Maria Zakharova, porta-voz do Ministério das Relações Exteriores da Rússia, declarou que a presença de Macron não acrescentaria nada à cúpula e reiterou mais uma vez a posição russa de considerar inapropriada a participação de Macron.
Em agosto de 2023, em um comunicado do Ministério das Relações Exteriores da África do Sul, foi confirmada a presença de diversos países, excluindo a França e confirmando a não participação de Emmanuel Macron.

### Ausência de Xi Jinping
Apesar de se reunir com o anfitrião Cyril Ramaphosa mais cedo no dia e comparecer ao jantar dos BRICS posteriormente, o Presidentee chinês Xi Jinping inesperadamente não compareceu ao fórum empresarial dos BRICS, onde estava agendado para falar.